# Canberra-Naturpark

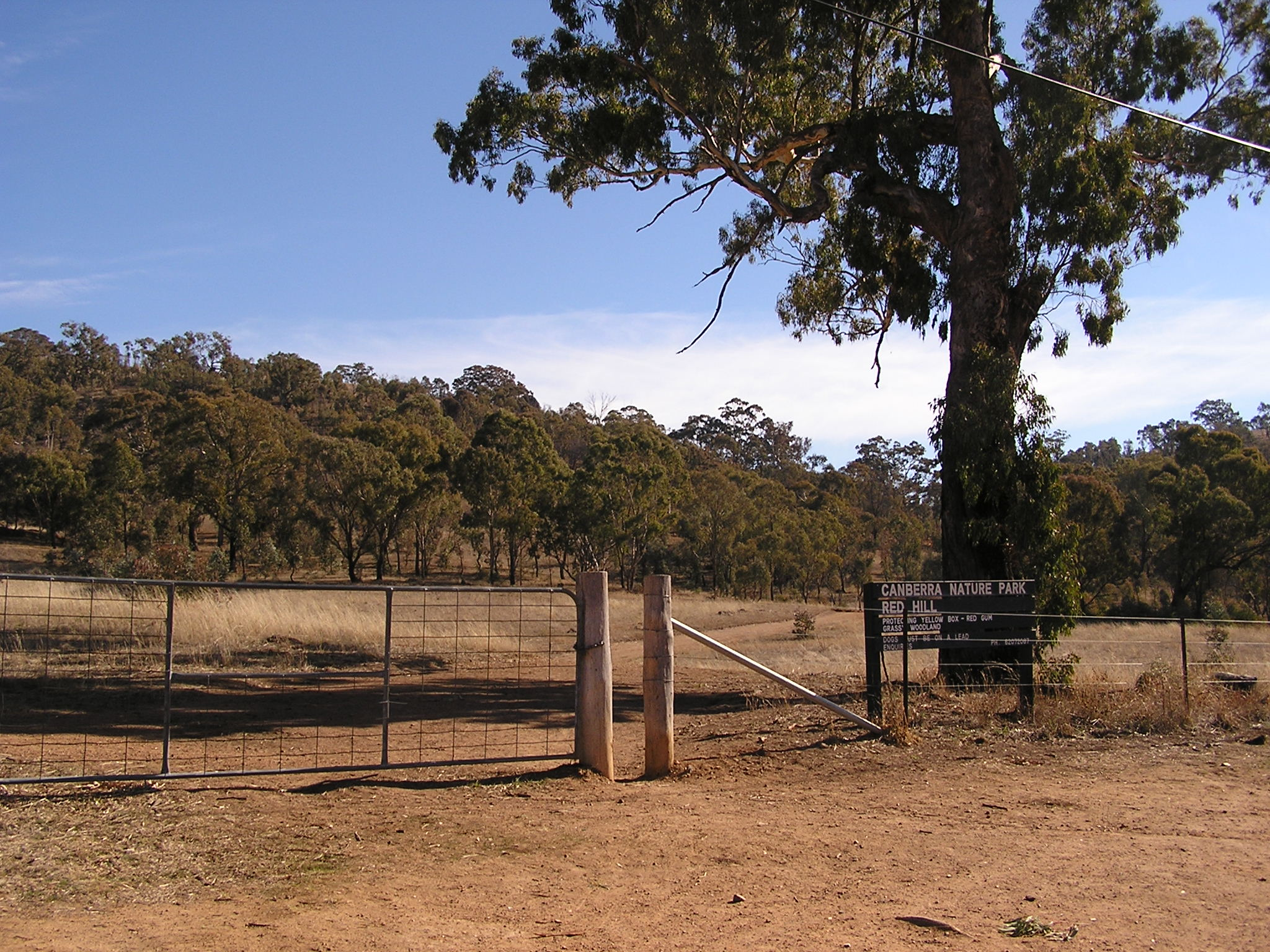
Eingang zum Reservat auf dem Red Hill

Als Canberra-Naturpark (engl. Canberra Nature Park) wird ein Verbund von 30 verschiedenen Naturschutzgebieten in der australischen Hauptstadt Canberra bezeichnet. Die Vegetation reicht von Wäldern über Strauchgehölze hin zu Tiefland-Graswiesen. Vor der Einrichtung des Naturparks dienten viele dieser Gebiete als Weideflächen, werden nun jedoch wieder der Natur überlassen.
Die Hügel auf dem Stadtgebiet von Canberra sind durch den von der National Capital Authority aufgestellten National Capital Plan vor Überbauung geschützt. Sie bilden einen landschaftlich reizvollen Hintergrund und geben der Stadt ein sehr naturnahes Gepräge, was auch den Vorgaben des von Walter Burley Griffin entworfenen Überbauungsplanes entspricht. Zu den geschützten Hügeln zählen unter anderem Black Mountain, Mount Ainslie, Mount Majura, Mount Pleasant, Russell Hill, Red Hill, Mount Mugga, O’Connor Ridge, Bruce Ridge, Mount Painter, The Pinnacle, Lyneham Ridge, Oakey Hill, Mount Taylor, Isaacs Ridge, Mount Stromlo, Mount Arawang, Neighbour Hill, Wanniassa Hill und Narrabundah Hill.
Viele der Einwohner der Stadt leben nur wenige Gehminuten von einem der öffentlich zugänglichen Naturschutzgebiete entfernt. Diese sind üblicherweise von einem einfachen Drahtzaun oder von Hauszäunen umgeben und verfügen über Eingangstore; motorisierter Verkehr ist untersagt. In einigen der hügeligeren Gebiete stehen Reservoirs, die der Trinkwasserversorgung dienen.
| Park                    | Vegetation | km²  | Park                          | Vegetation   | km²   |
| ----------------------- | ---------- | ---- | ----------------------------- | ------------ | ----- |
| Aranda Bushland         | Wald       | 1,06 | Black Mountain                | Wald         | 4,52  |
| Bruce Ridge             | Wald       | 1,34 | Cooleman Ridge                | Gebüsch      | 1,89  |
| Crace Grassland Reserve | Grasland   | 1,21 | Dunlop Grassland Reserve      | Grasland     | 1,06  |
| Farrer Ridge            | Gebüsch    | 1,78 | Goorooyarroo                  | Gebüsch      | 7,01  |
| Gossan Hill             | Wald       | 0,48 | Gungaderra Grassland Reserve  | Grasland     | 2,70  |
| Issacs Ridge Reserve    | -          | 0,34 | Jerrabomberra Wetland Reserve | Feuchtgebiet | 2,08  |
| McQuoids Hill           | Gebüsch    | 0,56 | Mount Ainslie                 | Wald/Gebüsch | -     |
| Mount Majura            | Gebüsch    | -    | Mount Mugga Mugga             | Gebüsch      | 1,05  |
| Mount Painter Reserve   | -          | 0,86 | Mount Pleasant                | Gebüsch      | 0,50  |
| Mount Taylor            | Gebüsch    | 2,93 | Mulanggari Grassland Reserve  | Gebüsch      | 1,17  |
| Mulligans Flat          | Gebüsch    | 7,81 | O’Connor Ridge                | Wald         | 0,62  |
| Oakey Hill Reserve      | -          | 0,66 | Percival Hill Reserve         | Wald         | 0,63  |
| Red Hill                | Gebüsch    | 2,87 | Rob Roy                       | Wald         | 19,77 |
| The Pinnacle Reserve    | -          | 1,38 | Tuggeranong Hill              | Gebüsch      | 3,17  |
| Urambi Hills            | Gebüsch    | 2,43 | Wannissa Hills                | Gebüsch      | 2,27  |